# Буково-Морське
Буково-Морське (пол. Bukowo Morskie, нім. Seebuckow) — село в Польщі, у гміні Дарлово Славенського повіту Західнопоморського воєводства.
У 1975-1998 роках село належало до Кошалінського воєводства.